# 褐背火雀
褐背火雀（学名：Lagonosticta nitidula）是梅花雀科火雀属的一种，为南部非洲的常见物种。其全球活动范围有1,300,000平方千米。分布于安哥拉、博茨瓦纳、刚果民主共和国、纳米比亚、坦桑尼亚、赞比亚和津巴布韦。该物种的保护状况被评为无危。